# Macrocyprina pacifica
Macrocyprina pacifica är en kräftdjursart. Macrocyprina pacifica ingår i släktet Macrocyprina och familjen Macrocyprididae. Inga underarter finns listade i Catalogue of Life.